# Marbach (Mümling)
Die Marbach ist ein Fluss im Odenwald in Hessen. Sie entsteht in Hüttenthal aus dem Zusammenfluss von Streitbach und Güttersbach, durchfließt den Marbach-Stausee und mündet bei Marbach von links in die Mümling. Hydrologisch gesehen bildet er den Oberlauf der Mümling, da er an seiner Mündung deutlich länger und wasserreicher ist.

## Geographie

### Quellbäche

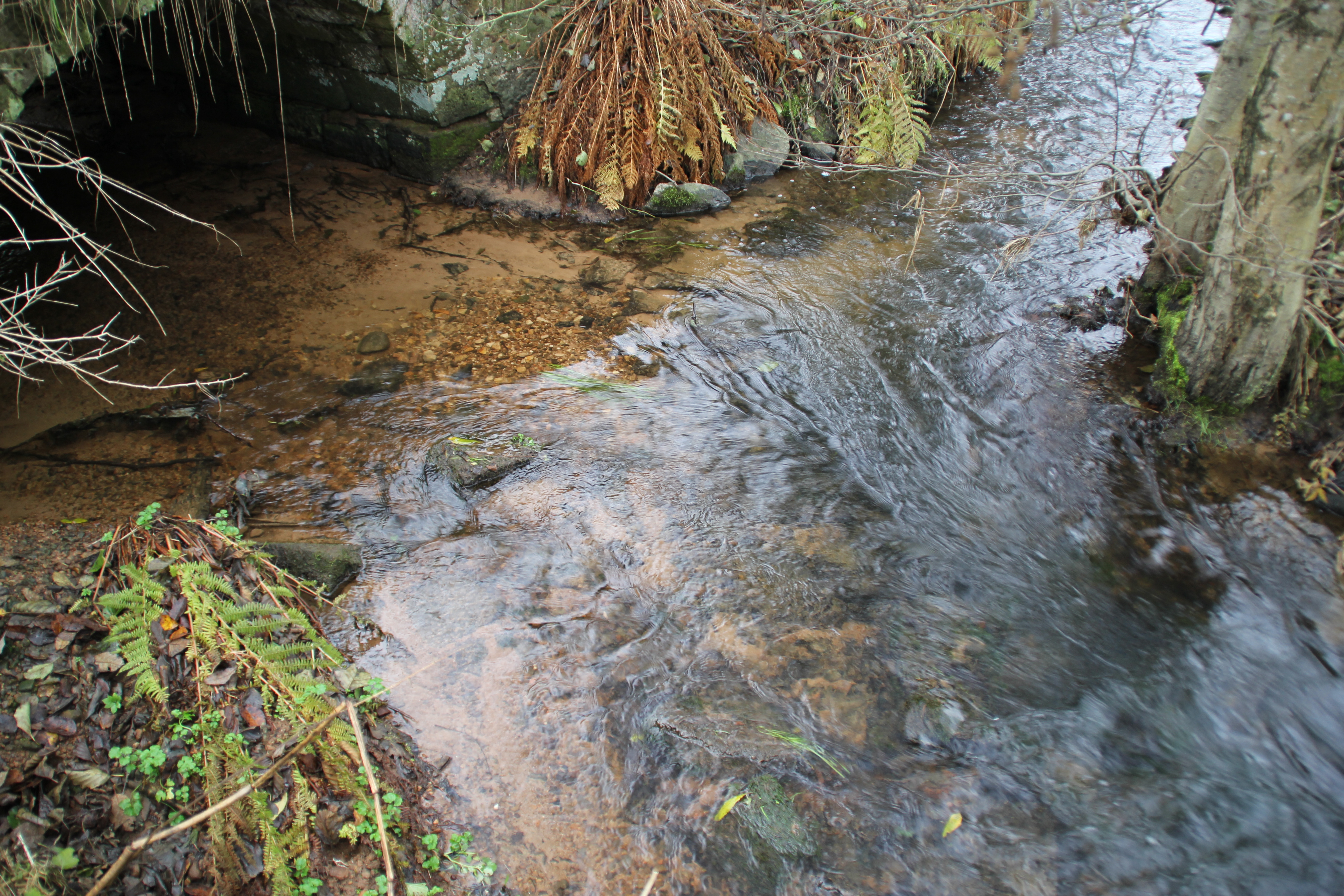
Zusammenfluss von Güttersbach (von links oben) und Streitbach (von rechts oben) zum Marbach (nach rechts unten)

#### Streitbach
Die Streitbach ist der linke Oberlauf und entspringt südöstlich von Erzbach am Eselskopf (495 m). Sie fließt in südliche Richtung, unterquert die Bundesstraße 460 (Siegfriedstraße) und nimmt den Schmerbach auf. Danach schwenkt sie in Richtung Südosten und durchfließt Hiltersklingen. Nach dem Ort mündet der Bach Wasser aus dem Lindelbrunnen zu. Die Streitbach ist mit etwa 5,8 km der längere Quellbach.

#### Güttersbach
Die Quelle der etwa 2,4 km langen Güttersbach, des rechten Oberlaufs, liegt südlich des Ortes Güttersbach. Sie fließt nach Norden und nimmt dabei die Mornsbach und die Mösselsbach auf. Bei Hüttenthal vereinigt sich die Güttersbach mit der Streitbach zur Marbach.

### Verlauf
Nach dem Zusammenfluss der Quellbäche verläuft die Marbach in allgemeiner Südostrichtung parallel zur Bundesstraße 460 durch Hüttenthal, wo ihm die etwa gleich große Mossaubach von links zufließt. Kurz darauf erreicht sie den Marbach-Stausee. Von hier bis zur Mündung ist sie Grenzgewässer zwischen den Städten Erbach (Gemarkung Haisterbach) im Norden und Oberzent (Gemarkung Hetzbach) im Süden. Kurz hinter dem See passiert die Bach am linken nördlichen Ufer den Haisterbacher Weiler Marbach. Ungefähr einen Kilometer talwärts der Staumauer unterquert die Marbach die Bundesstraße 45 und mündet südwestlich von Ebersberg in die kleinere und erst 5,3 km lange Mümling.

### Zuflüsse und Seen
Hierarchische Liste der Zuflüsse und  Stauseen, jeweils von der Quelle zur Mündung.
- Streitbach, linker Oberlauf von Nordwesten
  - Schmerbach, von rechts und Westsüdwesten vor Hiltersklingen, siehe auch Schmerbachtal von Fürth und Hammelbach
  - (Quellabfluss des Lindelbrunnens), von links unterhalb von Hiltersklingen
- Güttersbach, rechter Oberlauf von Südsüdwesten
  - (Bach aus dem Harrasloch), von links und Westsüdwesten
  - Mornsbach, von links und Westsüdwesten in Güttersbach
  - Mösselsbach, von links und Nordwesten unterhalb von Güttersbach
- Mossaubach, von links und Nordnordwesten in Hüttenthal
  - Hoschbach, von rechts und Nordwesten in Ober-Mossau
  - (Bach aus dem Mühlengrund), von rechts und Westen an der Ihrigmühle zwischen Ober- und Unter-Mossau
  - (Bach aus dem Hammergrund), von rechts und Westen in Unter-Mossau
  - (Bach aus dem Backofengrund), von rechts und Westen in Unter-Mossau
- Durchfließt den Marbach-Stausee
- (Bach vom Meisenbrunnen), von rechts und Südwesten im Marbach-Stausee